# Mesembreosa
Mesembreosa là một chi bướm đêm thuộc họ Noctuidae.